# Torino Football & Cricket Club
Il Torino Football & Cricket Club è stata una società polisportiva italiana, con sede a Torino.

## Storia
Il Torino Football & Cricket Club venne fondato presumibilmente nella primavera del 1887 da Edoardo Bosio, che aveva conosciuto il football grazie ai colleghi britannici della ditta tessile di Nottingham per la quale lavorava, la Thomas & Adams. I suoi giocatori indossano una camicia a righe rossonere con il colletto bianco, un berretto in testa e lunghi calzoni. La prima sede sociale è ubicata a casa di Bosio, in piazza Solferino 11 a Torino.
Il Torino Football & Cricket Club è stata, per fondazione, la società di calcio più antica d'Italia, essendo antecedente al Nobili Torino (1889), all'Internazionale Torino (1891) ed al Genoa (1893, calcio 1896). Quest'ultima società, però, oltre a detenere il più antico documento fondativo, è la più antica tuttora in attività.
La squadra era formata dallo stesso Bosio e dai suoi colleghi di lavoro, soprattutto britannici.
L'attività calcistica era limitata a derby ante-litteram contro il Nobili Torino.
Il calcio non era il solo sport praticato dalla società, poiché durante l'estate si dedicava all'alpinismo ed al canottaggio.
Nel 1891 si fuse con il Nobili Torino per dare vita all'Internazionale Torino, club di cui assunse la presidenza Luigi Amedeo di Savoia-Aosta.